# Enterprise (列车服务)

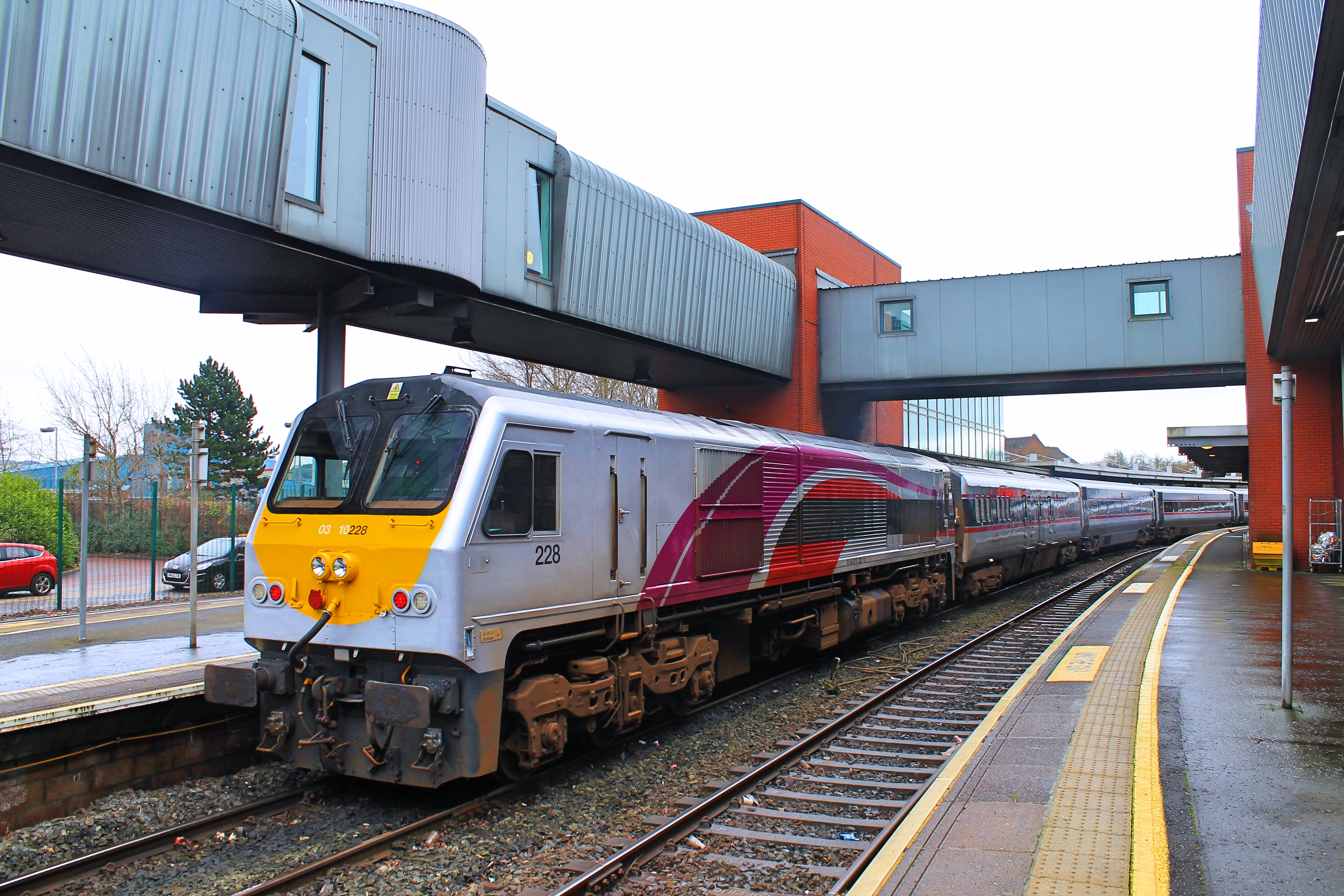
由繪有專用彩繪的愛爾蘭鐵路201級機車機車所牽引的企業號列車。2016年攝於。

奮進號列車（英語：Enterprise）是一列运行于爱尔兰首都都柏林和北爱尔兰首都贝尔法斯特之间的国际列车，由爱尔兰铁路（IE）和北爱尔兰铁路（NIR）共同运营。
现在在起迄點都柏林康諾利与贝尔法斯特中央之间，每日有8趟往返列车（周日5趟往返列车），两站间行車时间大约为2小时。